# Áno Patíssia
Áno Patíssia (en grec moderne : Άνω Πατήσια) est la partie nord du  quartier Patíssia à Athènes en Grèce. Il est délimité, au nord, par Rizoupoli, au nord-est et à l'est Kypriádou et Galatsi, au sud-est et au sud Káto Patíssia et à l'ouest, la rivière Céphise.